# Domingo Cisma
Domingo Cisma González (Siviglia, 9 febbraio 1982) è un allenatore di calcio ed ex calciatore spagnolo, di ruolo difensore.

## Palmarès

### Club

#### Competizioni internazionali
- Supercoppa UEFA: 1

Atlético Madrid: 2012

#### Competizioni nazionali
- Coppa di Spagna: 1

Atlético Madrid: 2012-2013